# Chaumot (Nièvre)
 Chaumot  es una población y comuna francesa, situada en la región de Borgoña, departamento de Nièvre, en el distrito de Clamecy y cantón de Corbigny.

## Demografía
| 111 | 108 | 106 | 124 | 170 | 170 |
| Para los censos de 1962 a 1999 la población legal corresponde a la población sin duplicidades (Fuente: INSEE [Consultar]) |     |     |     |     |     |